# Centro Técnico Audiovisual
O Centro Técnico Audiovisual (CTAv) é um órgão do Ministério da Cultura do Brasil, responsável pelo apoio técnico à produção de obras audiovisuais nacionais. É vinculado à Secretaria do Audiovisual.

## Histórico
O CTAv foi fundado em 1985, por meio de um convênio entre a Embrafilme e o National Film Board do Canadá. O acordo entre as duas entidades previa como funções do órgão "apoiar o desenvolvimento da produção cinematográfica nacional" e "promover a formação, capacitação e aperfeiçoamento de pessoal técnico necessário à atividade".
Em 1987, a Embrafilme foi desmembrada e parte de sua estrutura, inclusive o CTAv, passou a integrar a Fundação do Cinema Brasileiro (FCB). No Governo Collor, com a extinção da Embrafilme, da FCB e do Ministério da Cultura, as atividades do Centro passaram a ser executadas pelo Departamento de Cinema e Vídeo (Decine-CTAv) da Funarte.
No Governo Lula, a reestruturação do Ministério da Cultura sob a gestão de Gilberto Gil retirou o Decine da Funarte e vinculou-o à Secretaria do Audiovisual, em 2003. No mesmo ano o órgão recebeu um investimento de R$ 1,5 milhão para reforma das instalações e compra de equipamentos. Também nesse período foi retomado o convênio com o NFB, que havia sido abandonado nos anos 90.
Em abril de 2007 foi aberta uma unidade regional, com sede no Recife, para apoio à produção nas regiões Norte e Nordeste do Brasil.. Em 2008, a representação local passou a se chamar Centro Audiovisual Norte-Nordeste (Canne), atuando sob supervisão do CTAv nacional.

## Serviços
O serviço mais procurado por produtores é a mixagem de som para filmes. O CTAv também oferece empréstimo de equipamentos, transfer (para película 35mm), edição de imagens, transcrição de som, uso de truca e moviola.

## Filme Cultura
Em 2010, o CTAv relançou a revista Filme Cultura, que havia sido publicada pelo Instituto Nacional do Cinema entre 1966 e 1988. Além de retomar a publicação, o órgão promoveu, em parceria com a Fundação Biblioteca Nacional, a recuperação do acervo da revista.